# Don't Forget (canção)
"Don't Forget" é uma canção contida no álbum de estreia da cantora Demi Lovato, Don't Forget, e escolhida como terceiro e último  single dele. Foi lançado em 17 de março de 2009 pela Hollywood Records. A faixa foi escrita por Lovato em parceria com os Jonas Brothers e fala sobre amor, mas trágico, com Lovato suplicando para seu amado não esquecer do tempo que tiveram juntos.

## Antecedentes

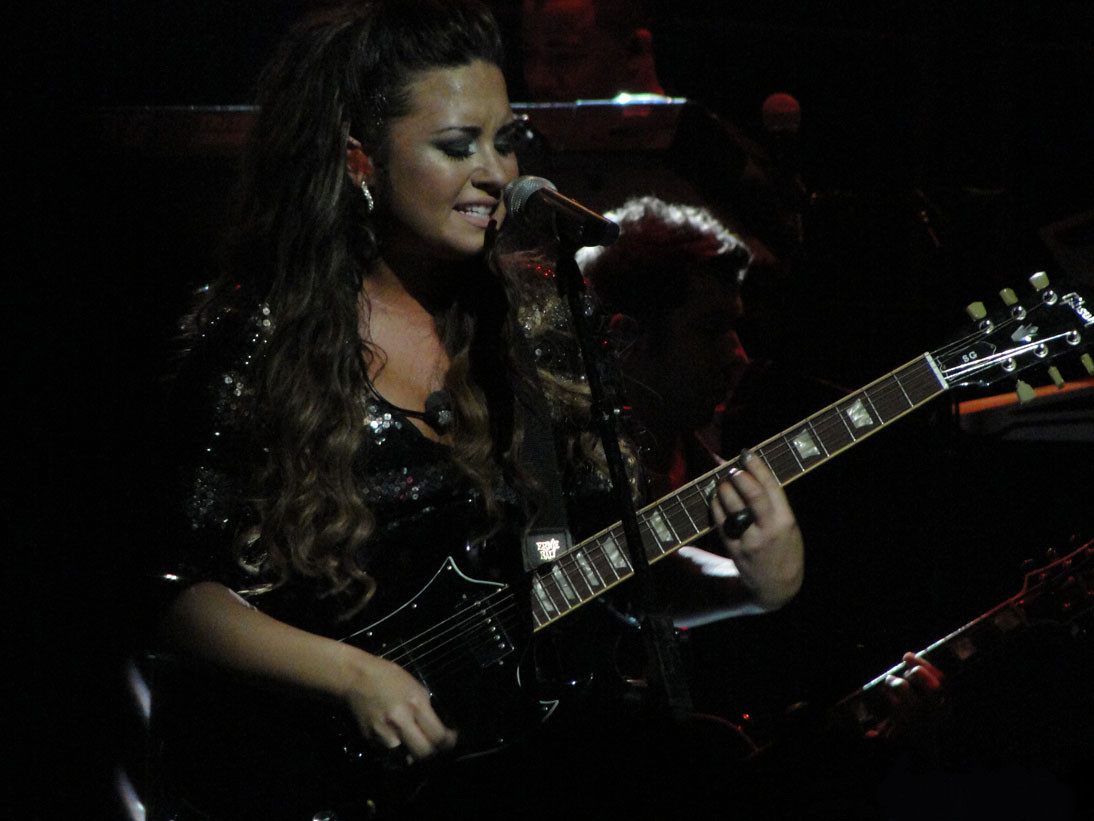
Lovato apresentando "Don't Forget" no Club Nokia, em Los Angeles.

No "In Tune With Demi Lovato", um curto especial de duas partes exibido no Disney Channel, Lovato afirmou que "Don't Forget é uma das canções [do álbum] que mais gosta" e que a ama porque a fez "sentir muita emoção enquanto a gravava". Michael Menachem, da Billboard, escreveu que "[em Don't Forget, Lovato] pode estar atingindo um novo nível, com uma performance vocal equilibrada". Lovato apresentou "Don't Forget" ao vivo no The Ellen DeGeneres Show em 15 de abril de 2009. Na Billboard Hot 100, parada de singles dos Estados Unidos, obteve a melhor posição entre os singles do álbum de estréia da cantora.

### Estrutura
"Don't Forget" é uma canção moderada de pop rock composta em uma clave de Mi maior com 92 batidas por minuto. O tempo é ajustado em compasso simples. O vocal de Demi varia entre C4 e E5.

## Videoclipe
O videoclipe oficial, dirigido por Robert Hales, foi gravado no Griffith Park, em Los Angeles, e lançado em março de 2009 no canal oficial da Hollywood Records no YouTube. O vídeo começa dentro de um ônibus onde a banda de Demi Lovato pode ser vista. Lovato é mostrada sentada ao lado de uma janela e começa a cantar. Enquanto a canção continua, ela caminha na chuva, segurando um guarda-chuva, ainda cantando. Ela aparece em frente a um carrossel, com o seu guarda-chuva. Quando a música chega a  bridge, Lovato e sua banda se apresentam na chuva, com a água mudando as cores de fundo. Com a aproximação do último verso, ela é mostrada de volta ao ônibus onde o vídeo começou. Quando a música acaba, uma única lágrima escorrega em sua bochecha.

## Performance
Depois do lançamento o vídeo, na semana de 30 de março de 2009, "Don't Forget" subiu 36 posições na Billboard Hot 100, da #84 para a #48, depois chegando a #41, sua melhor posição. Apesar de não ter sido certificado pela RIAA, o single havia vendido 962 mil cópias nos Estados Unidos em novembro de 2012.

### Paradas musicais
| Parada (2009)                      | Melhor posição |
| ---------------------------------- | -------------- |
| Canadá (Canadian Hot 100)          | 76             |
| Estados Unidos (Billboard Hot 100) | 41             |
| Estados Unidos (Pop Songs)         | 62             |